# 후케정
후케정(일본어: 深日町)은 일본 오사카부 센난군에 설치되었던 정이다. 현재의 미사키정 중부에 해당한다.